# Antoni Rzempołuski

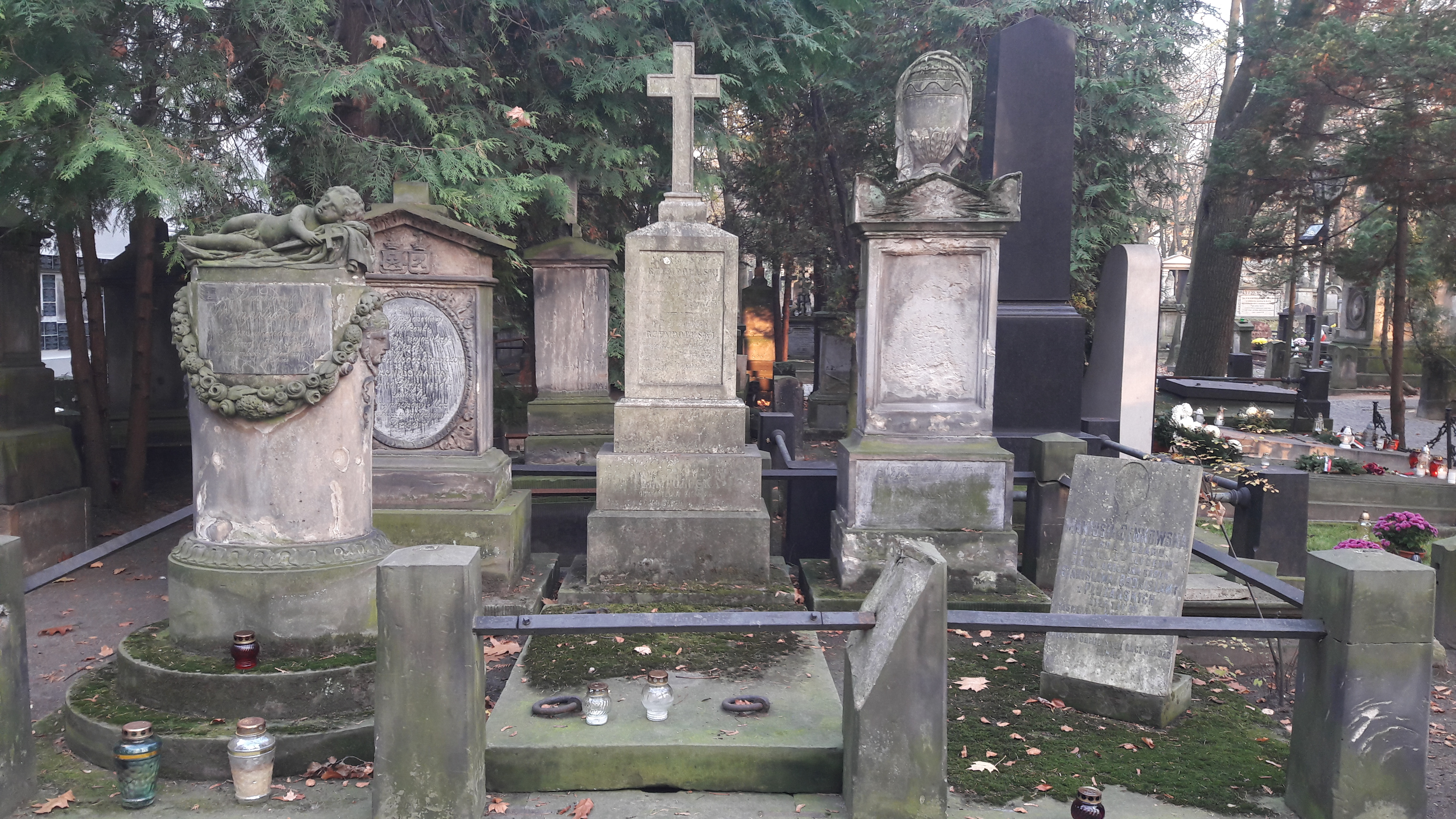
Grób Antoniego Rzempołuskiego na cmentarzu Powązkowskim

Antoni Rzempołuski (Rzempołowski) herbu Prawomir (ur. 1784 w Warszawie, zm. 12 kwietnia 1852 tamże) – sędzia Sądu Najwyższej Instancji Królestwa Polskiego, prezes Trybunału Cywilnego w Kaliszu.

## Życiorys
Był synem Michała i Ewy z Niemojewskich herbu Wieruszowa (zm. 1845). Związek jego rodziców był mezaliansem – ojciec pochodził z zamożnej warszawskiej rodziny kupieckiej, matka z jednego z lepszych rodów szlacheckich w Kaliskiem. Zapewne znakomite koligacje po kądzieli pomogły mu w przyszłej karierze.
Studiował prawo w Niemczech (prawdopodobnie). W 1807 r. zatrudniono go w biurze Feliksa hr. Łubieńskiego – dyrektora, a potem ministra sprawiedliwości Księstwa Warszawskiego. W 1808 r. został podpisarzem, a w trzy lata później pisarzem Sądu Apelacyjnego Księstwa.

herb Prawomir

W 1815 r. mianowano go pisarzem dopiero co utworzonego Sądu Najwyższej Instancji. Pozostał nim do 1838 r. W czasie obrad sądu sejmowego mającego na celu osądzenie członków Towarzystwa Patriotycznego pełnił funkcję zastępcy pisarza i później pisarza (po śmierci Klemensa Urmowskiego). W 1838 r. mianowano go sędzią Sądu Najwyższej Instancji, a niedługo potem (początek lat 40.) powierzono mu funkcje prezesa Trybunału Cywilnego w Kaliszu. Po przejściu na emeryturę przeprowadził się z Kielc do Warszawy i zamieszkał przy ulicy Krakowskie Przedmieście.
29 lipca 1823 r. car i król polski Aleksander I Romanow nadał Rzempołuskiemu szlachectwo Królestwa Polskiego z nowym herbem Prawomir i dewizą "Lex et labor". W 1836 r. wylegitymował się ze swojego szlachectwa. Rzempołuski dwukrotnie otrzymywał order św. Stanisława – po raz pierwszy III klasy, następnie II klasy. Wyróżniono go też Odznaką Honorową za "nieskazitelną służbę".
Utrzymywał bardzo dobre kontakty z hierarchią Kościoła Katolickiego, co chociażby widać po biskupach (i innych dostojnikach), którzy celebrowali prawie wszystkie ważne uroczystości w jego rodzinie. Jest to o tyle ciekawe, że niektórzy sugerowali (m.in. Feliks hr. Łubieński), że rodzina Rzempołuskich była pochodzenia żydowskiego i pod koniec XVIII w. należała do sekty frankistów.
Ożenił się z Zofią z Bekiesz – Mroczkiewiczów de Korniath 1° voto Nowowieyską, córką Stanisława Kostki (potomka Kacpra Bekiesza de Korniath) – regenta Komisji Skarbu Koronnego, właściciela dóbr Ogrodzieniec i Słomczyn, i skarbniczanki ciechanowskiej Benigny z Kossobudzkich herbu Pobóg z Kossobud. Miał z nią sześcioro dzieci : trzech synów: Aleksandra (zm. w niemowlęctwie w 1824 r.), Stanisława Jana Roberta (zm. 1873) oficera piechoty, kawalera Virtuti Militari, ziemianina, Aleksandra (2) (zm. 1866) urzędnika bankowego; trzy córki – jedna z nich Aniela (zm. 1837) wyszła za mąż za Jakuba Popławskiego z Popław, radcę Najwyższej Izby Obrachunkowej i ziemianina; druga – Antonina, została żoną Piotra z Gorzenia Ostroróg Gorzeńskiego; o trzeciej córce brak informacji.
Zmarł w Warszawie w 1852 r. Jego ciało spoczęło na cmentarzu Powązkowskim (kwatera 9-6-4/5/6), przy boku żony, syna Aleksandra i córki Anieli (tuż przy kościele św. Karola Boromeusza). Potem jeszcze pochowano w tym grobie jego dwóch synów i synową.